# On The Road 1982
On the Road 1982 es el quinto álbum del grupo de rock progresivo Camel en directo grabado el 13 de junio de 1982 en Den Haag, Holanda y publicado en 1994. 

## Historia
Tras la creación de su propio sello discográfico en 1991, Camel Productions , Andy Latimer comienza a editar material en vivo grabado durante las pasadas giras de Camel.
On The Road 1982 es el tercer bootleg oficial y fue grabado el 13 de junio de 1982, corresponde a la gira del 10º aniversario. Y el concierto es como lo fue en la noche, sin doblajes.
Previsto originalmente para su difusión por una emisora de radio holandesa, el master de la grabación se había destruido, y este disco fue masterizado de una segunda cinta por el ingeniero de sonido Pete Ward . Andy Latimer Consideró que esta fuente no era del todo "deseable entonces" desde un punto de vista de producción.
Grabado justo después del lanzamiento de The Single Factor , el concierto cuenta con la misma line-up.

## Lista de temas
1. Sasquatch (4:30) 
2. Higways Of The Sun (4:38) 
3. Hymn To Her (5:23) 
4. Neon Magic (4:04) 
5. You Are The One (5:21) 
6. Drafted (4:01) 
7. Lies (5:10) 
8. Captured (3:19) 
9. A Heart's Desire - End Peace (4:34)
10. Heroes (5:36) 
11. Who We Are (6:21) 
12. Manic (4:11) 
13. Wait (4:49) 
14. Never Let Go (6:44)

## Intérpretes
- Andy Latimer / guitarra, voces, teclados
- David Paton / bajo 
- Chris Rainbow / voces 
- Kit Watkins / teclados 
- Stuart Tosh / percusión 
- Andy Dalby / guitarra
- Datos: Q595702